# 뮤츠
| 번호: 150 | 타입: 에스퍼 | 진화전: 없음 | 진화후: 메가뮤츠X, 메가뮤츠Y |

《뮤츠》(일본어: ミュウツー, 영어: Mewtwo)는 닌텐도와 게임 프리크가 함께 만든 포켓몬스터 시리즈의 캐릭터 중 하나이다. 스기모리 켄에 의해 만들어진 이 캐릭터는, 시리즈 첫 작품인 『포켓몬스터 적·녹』에서 처음 공개돼 이후 여러 상품, 포켓몬스터의 애니메이션은 물론 그 후속작에서도 등장하게 된다.
이치무라 마사치카가 뮤츠의 첫 일어 성우였고, 어린 뮤츠의 목소리는 타키모토 후지코, 모리쿠보 쇼타로가 녹음했다. 영어권에서는, 제이 고드가 필립 바트렛이라는 필명으로 『무츠의 협박』과 『AV』의 성우로 활동했으며, 후속작인 『무츠! 나는 여기에 있다』는 댄 그린이 성우를 맡았다. 이례적으로,『신의 속도 게노세크트 뮤츠의 각성』은 여성 성우인 타카시마 레이코가 녹음하였다. 그리고 무츠의 역습에서는 남성 성우인 홍시호가 녹음 하였다.
『포켓몬스터 적·녹』 게임 내에서는, 플레이어가 무츠를 다른 포켓몬과 싸우게 하기 위해 포획하거나 잡을 수 있다. 플레이어는『적·녹』플레이 후반에 홍련섬의 폐허가 된 연구실에서 보고서를 읽는 것으로 뮤츠의 존재를 처음으로 알게 된다. 그 보고서에는 한 과학자가 뮤의 유전자 조작을 수년 동안 연구해 왔음이 드러나 있었다. 뮤츠는 갇혀 있기에는 너무 강하다는 것을 입증하고 결국 자유롭게 풀려난다.
뮤츠가 포켓몬스터 시리즈의 가장 강력한 캐릭터 중 하나로 인정받게 되면서, 플레이어들은 뮤츠에 대항할 수 있는 전략을 찾지 않을 수 없게 되었고, 이로 인해 게임에 대한 접근 방식을 바꾸어 놓았다. 여러 조사 결과, 뮤츠는 뮤와는 달리 남자 아이들 사이에서 더 인기 있는 것으로 나타났다. 애니메이션에 등장한 뮤츠에 대해, 데일리 레코드지는 그저 전형적인 악역 포켓몬이라고 평가하였으나, 미국의 애니메이션 사이트 Animerica나 groan Sound는 무츠의 설정을 긍정적으로 평가했다.

## 디자인과 특징
뮤츠는 포켓몬스터 1세대의『포켓몬스터 적·녹』(일본어: ポケットモンスター 赤・緑)에 처음 등장하여, 일본의 비디오 게임 디자이너 스기모리 켄에 의해 디자인 되었다. 뮤츠의 이름은 '두번째 뮤'를 뜻하며. 뮤의 유전공학적 복제물로 유도된다. 첫 포켓몬스터 영화 '뮤츠의 역습'이 미국에서 개봉되기 전까지, 일본 자료에서는 뮤츠를 복제물을 뜻하는 단어 '클론 (clone)'으로 거의 부르지 않았는데, 영화 『뮤츠의 역습』 책임 프로듀서 마사카주 쿠보가 무서운 느낌을 줄 수 있는 클론이라는 용어를 피해서 썼기 때문이었다. 뮤츠는, 뮤를 복제하여 탄생하였음에도 불구하고, 게임 프리크의 프로그래머 모리모토 시게키에 의해 비밀리에 삽입되어 포켓몬 전국도감에서 뮤보다 앞선 번호를 가지게 된다. 닌텐도사의 회장 이시하라 쓰네카즈는 인터뷰에서 북미 플레이어들이 파워풀한 포켓몬들을 선호한다는 점을 들어 인기가 많을 것으로 기대하고 있다는 언급을 하기도 하였다.
뮤츠의 외양은 포켓몬 뮤와 매우 다르다. 뮤츠는 고양이과의 큰 직립보행동물으로, 선명한 보라색의 꼬리와 복부를 제외한 몸의 대부분이 흰색이며 머리와 등은 두꺼운 근육으로 연결되어 있다. 뮤츠는, 고양이와 다람쥐, 캥거루를 조합한 모습이며, 201cm에 달하는 거구이다.『포켓몬스터 적·녹』에서는 뮤츠를 '가장 강한 포켓몬'으로 취급하고 있다. 뮤츠는 에스퍼 타입으로, 염동력으로 비행하며 텔레파시로 대화한다. 대전 시, 고유한 특성을 이용하여 자신을 보호하거나, 스피드의 부족을 보완하기 위하여 상대를 던져버리기도 한다. 평상시에는, 필요할 때까지 에너지를 저장해 놓으며, 재생력이 있어 치명상에 가까운 상처로부터도 빠르게 회복할 수 있다.
게임 속에서, 뮤츠의 외양은 뮤와 뚜렷하게 다르며, 뮤로부터 복제된 유전물질이 변화되어 뮤의 능력을 뛰어넘게 되었다. 또한 이는 뮤츠가 자신의 힘을 입증하는 데에만 일차적으로 관심을 가지는 악당적인 면모가 발달하는 계기가 되었다. 포켓몬스터의 애니메이션에서도 많이 등장하였는데, 뮤츠는 애니메이션에서 남성의 목소리로 텔레파시를 통해 대화하며 자신이 어떻게 탄생했는지에 대해 알고 있으면서도, 자신의 존재에 대해 적극적으로 의문을 던짐으로서 뮤츠의 캐릭터를 보다 명확하게 설정했다.

## 등장

### 비디오 게임
『포켓몬스터 적·녹』에서 플레이어는 홍련섬의 포켓몬 맨션에 남겨진 보고서를 읽게 되면서, 뮤츠의 존재를 처음으로 파악한다. 그 보고서에는, 홍련섬의 과학자가 가이아나의 정글 속에서 새로운 포켓몬을 발견해 그 포켓몬의 이름을 뮤라고 지었으며, 뮤츠라는 생명체를 낳았다고 적혀 있었다. 그러나, 뮤츠가 수년간 한 과학자에 의해 끔찍한 유전자 접합과 DNA 조작 실험을 당하면서, 새로운 존재로 재탄생하게 된다. 그리고 극장판 포켓몬스터 뮤츠의 역습에서는 비주기가 갑옷을 입혀 아머드 뮤츠가 된다. 뮤츠는 자신을 통제하기에는 너무 강력함을 입증하고, 실험실을 파괴한 후 탈출한다. 플레이어는 나중에 블루시티 동굴에서 관동리그의 사천왕과 그린에게 승리한 후, 뮤츠를 잡을 수 있다. 『포켓몬스터 적·녹』의 리메이크 『포켓몬스터 파이어레드·리프그린』에서는 뮤츠를 잡기 위한 블루시티 동굴에 들어 가기 위해서는 더욱 철저한 모험이 필요한데, 최소 60종 이상의 포켓몬의 정보가 포켓몬 도감에 기록되어 있어야 한다.또한 포켓몬 스타디움에서도 출연하는데 모든 리그를 깨고 메인화면에 돌아가 뮤츠와 배틀할 수 있다. 뮤츠와 배틀에서 승리하면 엔딩을 볼 수 있다. 뮤츠는 『포켓몬스터 하트골드·소울실버』에서도 관동리그 사천왕에 승리한 뒤 같은 장소에서 잡을 수 있다. 『포켓몬스터 블랙·화이트』에서는 직접적으로 등장하지는 않으나, 게임의 프로모션 차원으로 일정 기간 동안 인터넷을 통해 다운로드 할 수 있었다.『포켓몬스터 X·Y』에서 메인 스토리를 클리어 한 이후 등장하며, 해당 게임에서 최초로 메가뮤츠X와 메가뮤츠Y의 메가진화 형태가 공개되었다.
첫 등장 이래로, 뮤츠는 여러 닌텐도 게임에 출현해 왔다.『포켓몬 스타디움』과 『포켓몬 핀볼』에서는, 모든 미션이 완료된 후에야 등장하는 최종보스로 등장하지만, 『포켓몬 퍼즐 리그』에서는 최종적인 대전 상대로 나타날 뿐만 아니라, 게임 이벤트의 악역으로도 출연하게 된다. 뮤츠는, 『대난투 스매시브라더스 DX』나 『포켓몬 불가사의 던전』시리즈에서는 게임 내에서 쓰려트려야만 잠금이 해제되는 캐릭터인 반면 포켓몬 스냅같은 게임에서는 특정 조건이 만족되면 나타나는 카메오 캐릭터이다. 『대난투 스매시브라더스 X』에는 나오지 않았으나 2015년 4월 15일부터 『슈퍼 스매시브라더스 for 닌텐도 3DS/Wii U』에는 인터넷으로 다운로드가 가능해졌다. 해당 게임에서 뮤츠는 메가뮤츠X, 메가뮤츠Y로 메가진화할 수 있으며, 필살기로 기술 '사이코브레이크'를 사용한다. 『Pokken Tournament』와 이의 DX버전에서는 새로운 형태의 뮤츠인 섀도뮤츠가 보스 캐릭터로 등장한다. 오리지널 뮤츠 또한 플레이어블 캐릭터로 등장한다. 또한 포켓몬고에서도 포획이 가능한데, 레이드(아머드 뮤츠 포함), 혹은 필드리서치의 대발견 보상, 비주기의 포켓몬으로 나온 적이 있다. 또한 레거시인 사이코 브레이크를 배울 수 있게 되면서 현재 배틀의 마스터리그에서 랭킹의 상위권에 있어 유저들이 많이 쓰곤한다(사이코 브레이크 한정)그리고 레거시의 수 또한 상당한데 파괴광선, 사이코 브레이크, 섀도볼,사이코 키네시스, 화풀이(그림자 한정),은혜값기(정화 한정)가 있다. 아머드 뮤츠는 나올 당시 극강의 화력이 아닌 방어, 즉 내구에 집중되어 나온 것을 보고서는 일반 뮤츠의 강화, 해방시킬 사탕 모으는 용도로 사용했었는데 아머드 뮤츠가 포켓몬GO에 재등장 할 때는 PvP라는 것이 나왔기에 상황이 달라지고, PvP에서는 내구력이 좋아야됐기 때문에 한정 기술인 '사이코브레이크'를 배우고 나타나면서 아머드 뮤츠는 단순히 사탕 수급용도가 아나라, PvP에서 활용할 수 있는 포켓몬이 되었다. 포켓몬스터 소드•실드는 초전설 포켓몬 참가 불가, 매가진화, 원시 희귀를 사용할 수 없기 때문에 썬더, 에이스번등이 실전배틀에서 많이 쓰인다. 여담으로 포켓몬 마스터즈 EX(전 포켓몬 마스터즈)에서 메인 스토리에서 비주기와 여러 싸움에서 이겨야지 얻을 수 있으며, 한정판으로 뮤츠 오브라는 도구를 20번 얻을 시 매가뮤츠 Y로 매가진화를 할 수 있었다.

## 같이 보기
- 포켓몬스터
- 포켓몬의 목록
- 뮤